# Italo Rossi (partigiano)

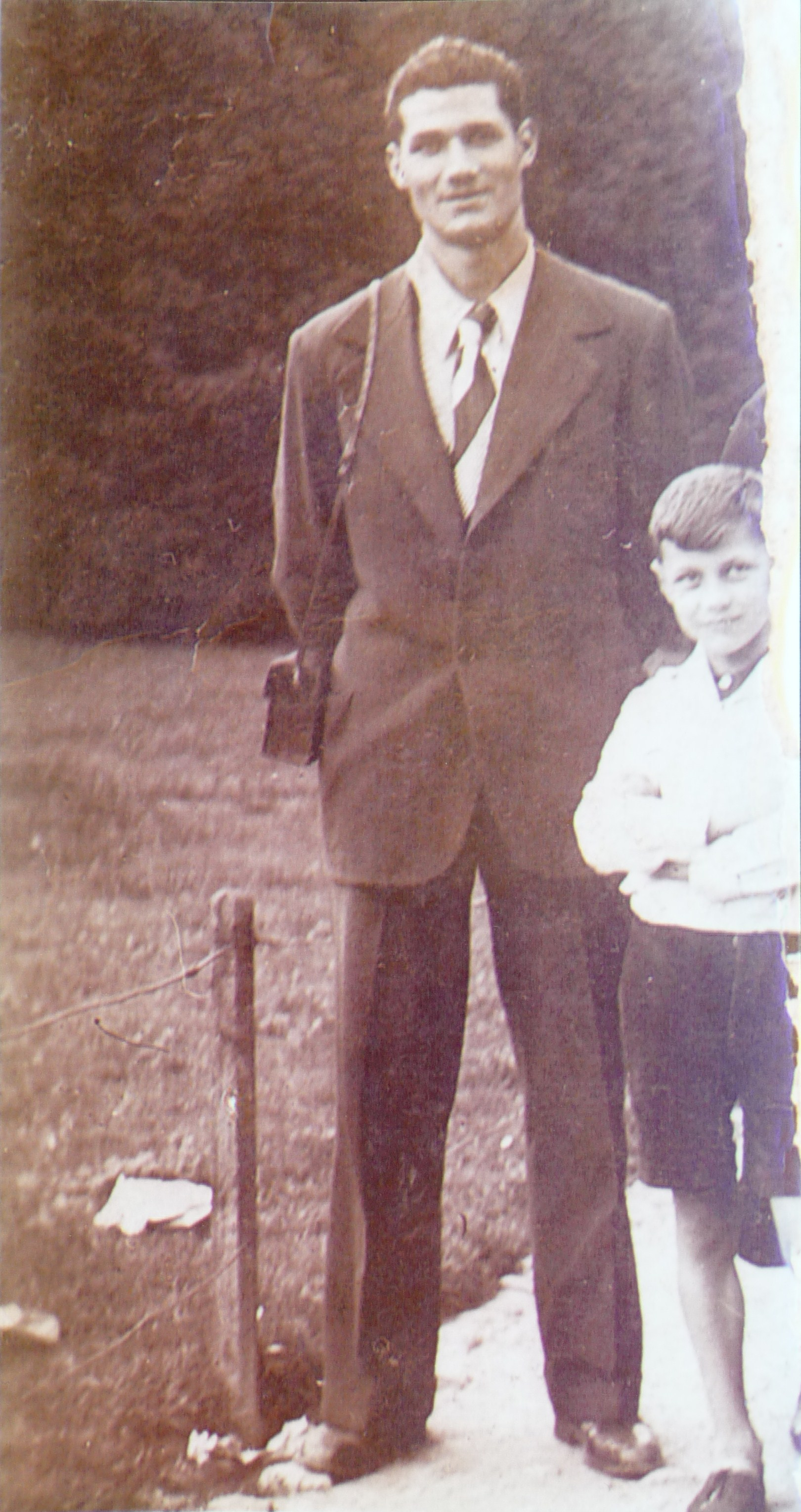
Italo Rossi con il fratello minore Luigi

Italo Rossi (Casale Monferrato, 14 luglio 1914 – Cuorgnè, 29 giugno 1944) è stato un partigiano italiano.

## Biografia
Italo Rossi, figlio di Oreste, sposato con Maria Daniele e padre di Oreste (nato nel 1938), partecipò alla guerra di Liberazione come partigiano nella Resistenza piemontese.
Fu comandante di un battaglione delle Brigate "Matteotti" e successivamente della Divisione che dopo la sua morte prese il suo nome.
Cadde vittima di una imboscata di truppe nazi-fasciste a Cuorgnè il 29 giugno 1944.

Medaglia d'oro al valor militare

## Onorificenze
Ricevette la Medaglia d'oro - alla memoria - al valor militare con Decreto n° d'ordine 614 in data 1º agosto 1947, pubblicata sul Bollettino Ufficiale 15-8-1949 disp. 15 pag. 2310.

Registrato alla Corte dei Conti addì 8-9-1947 Registro Presidenza 9 foglio 383

### Altri riconoscimenti
Alla sua memoria sono intitolati:
- una via di Casale Monferrato
- un cippo presso Cuorgnè